# Erwin Clausen
Pour les articles homonymes, voir Clausen (homonymie).
Erwin Clausen (5 août 1911 – 4 octobre 1943) était un marin et pilote de chasse allemand, récipiendaire de la croix de chevalier de la croix de fer avec feuilles de chêne pendant la Seconde Guerre mondiale.

## Carrière
Il s'engage dans la Reichsmarine en 1931 avant d'être transféré dans la Luftwaffe en 1935 pour y suivre un entraînement de pilote. 
Le Feldwebel sert au sein du 3.(J)/LG 2 au début de la guerre et remporte sa première victoire au-dessus de la Pologne lorsqu'il abat un biplan PWS-26 le 9 septembre 1939. Il participe ensuite à la campagne de France au cours de laquelle il remporte 2 nouvelles victoires confirmées et une autre non confirmée. Le 1er février 1941, l'Oberleutnant Clausen devient Staffelkapitän du 1(J)/LG 2. Lorsque le 1(J)/LG 2 opère sur le front des Balkans, Clausen remporte 3 victoires au-dessus de la Yougoslavie contre des avions de la Force aérienne royale yougoslave (en) le 6 avril 1941. Après la fin de la campagne des Balkans, Clausen est envoyé en repos avec son unité en Europe de l'Ouest. 
Le 6 janvier 1942, le 1(J)/LG 2 est redésigné 1./JG 77. Envoyé sur le front de l'Est, Clausen s'y montre particulièrement victorieux au cours de l'année 1941 et surtout au cours de l'année 1942. Le 2 juillet 1941, alors que le staffel porte toujours la désignation de 1(J)/LG 2, il abat ses deux premiers appareils russes (victoires 7 et 8). À la fin de l'année 1941, son total atteint 18 victoires. La 20e tombe le 16 janvier 1942 et la 30e le 24 février. Le 9 mars, il abat 5 ennemis. Il reçoit la Ritterkreuz le 22 mai après 52 victoires. Le 27 juin, il est transféré et devient Staffelkapitän du 6./JG 77.
Au cours du seul mois de juillet 1942, il remporte 45 victoires dont 3 victoires quadruples, deux victoires quintuples, et une sextuple victoire. Clausen remporte 6 victoires, dont la 100e le 22 juillet 1942. 
Clausen est alors transféré à l'Erg.Gr.Süd le 1er février 1943. L'Hauptmann Clausen devient Gruppenkommandeur du I./JG 11 le 20 juin 1943, unité qui participe à la défense du Reich.
En juillet 1943, il remporte 8 victoires contre des bombardiers lourds. Le 4 octobre 1943, il abat un B-24 Liberator mais il est lui-même tué au-dessus de la mer du Nord, alors qu'il se lance à l'attaque d'un autre B-24 à bord de son Fw 190 A-5/U12 Y. 
Erwin Clausen était crédité de 132 victoires, obtenues en 561 missions. Il avait abattu 18 Iliouchine Il-2.

## Décorations
- Croix de fer (1939)
  - 2e classe (17 septembre 1939)
  - 1re classe (4 juillet 1940)
- Croix allemande en Or le 18 mai 1942, en tant qu'Oberleutnant dans le I./Jagdgeschwader 77
- Croix de chevalier de la croix de fer
  - Croix de chevalier le 22 mai 1942 en tant qu'Oberleutnant et Staffelkapitän du 6./Jagdgeschwader 77
  - 106e feuilles de chêne le 23 juillet 1942, en tant qu'Oberleutnant et pilote dans le 1./Jagdgeschwader 77